# Métal hurlant
Métal Hurlant también es el título francés de la película Heavy Metal y del show Monster Garage.
Métal Hurlant ( "Metal aullante" en traducción literal ) es el nombre de una revista de historietas de ciencia ficción francesa, editada entre 1974 y 1987. También se editó en Italia, Alemania, Inglaterra, Estados Unidos (bajo el título de Heavy Metal) y España. Tuvo una destacada influencia en el medio, al promover un boom de la ciencia ficción y el surgimiento de otras iniciativas cooperativistas, como la española Rambla.

## Trayectoria editorial
Fue creada en diciembre de 1974 por Moebius, Jean-Pierre Dionnet y Philippe Druillet, poco después de que éstos se constituyerán como grupo con el nombre colectivo de Les Humanoïdes Associés. Según el primero, en ella «encontramos todo el abanico de opiniones humanas, todos los discursos sociales; la apertura es el único presupuesto».
| Números              | Años      | Título                 | Guion                | Dibujo            | Procedencia               |
| -------------------- | --------- | ---------------------- | -------------------- | ----------------- | ------------------------- |
| 1-17                 |           | Den                    | Richard Corben       | Richard Corben    |                           |
| 1-5                  | 1975-1976 | Arzach                 | Moebius              | Moebius           |                           |
| 17-97                | 1977-1983 | Les naufragés du temps | Paul Gillon          | Paul Gillon       | "Chouchou", "France-Soir" |
| 18-20, 22-27         | 1977      | Lone Sloane            | Philippe Druillet    | Philippe Druillet |                           |
| 47-62                | 1980      | Bloodstar              | Richard Corben       | Richard Corben    |                           |
| 79-120               | 1982-1985 | Alef-Thau              | Alejandro Jodorowsky | Arno              |                           |
| 99, 111-114, 123-128 | 1984-1986 | El Borbah              | Charles Burns        | Charles Burns     |                           |
| 130-131, 133         | 1987      | Kraken                 | Antonio Segura       | Jordi Bernet      | Metropol                  |

Su publicación finalizó en julio de 1987.
A partir de julio de 2002, comenzó a publicarse de nuevo por Humanoids Publishing, con versiones en francés, inglés, español y portugués, bajo el nombre francés original. Hoy es una revista de doble dirección transatlántica (Francia-EE. UU.), liderada por Fabrice Giger en Los Ángeles. Publica historias cortas originales, que podían estar relacionados o no a libros de cómics existentes o ya publicados. Su meta es descubrir jóvenes creadores, y también promover los productos del editor.

## Métal Hurlant en español
El material de la revista fue editado por primera vez en el seno de la revista española Totem. Con su propio título no apareció hasta 1981, también editada por Editorial Nueva Frontera (los tres primeros números); del resto, hasta el 47, se ocupó Eurocomic. En 2002 Devir Iberia retomaría su publicación con el tamaño comic book. Seis números son los que llegó a publicar la nueva editorial. En 2013 Norma Editorial inició la publicación de la colección Métal hurlant, con periodicidad mensual, tomando como referente a Moebius e incluyéndose los siguientes títulos:
1. The Long Tomorrow
2. El hombre del Ciguri
3. La ciudadela ciega
4. Escala en Pharagonescia
5. Las vacaciones del Mayor
6. El garaje hermético
7. Arzach
8. El empalmado loco
9. Caos / Crónicas metálicas